# ماساتاكا نيشيموتو
ماساتاكا نيشيموتو (باليابانية: 西本 雅崇) (11 يونيو 1996 في أوساكا في اليابان – )؛ هو لاعب كرة قدم ياباني سابق كان يلعب كلاعب وسط.

## وصلات خارجية
- ماساتاكا نيشيموتو على موقع رابطة كرة القدم اليابانية للمحترفين (اليابانية)
- ماساتاكا نيشيموتو على موقع قاعدة بيانات كرة القدم.إي يو (الإنجليزية)
- ماساتاكا نيشيموتو على موقع Soccerway.com (الإنجليزية)
- ماساتاكا نيشيموتو على موقع عالم كرة القدم.نت (الإنجليزية)
- ماساتاكا نيشيموتو على موقع كووورة